# Połaniec (gromada)
Połaniec – dawna gromada, czyli najmniejsza jednostka podziału terytorialnego Polskiej Rzeczypospolitej Ludowej w latach 1954–1972.
Gromady, z gromadzkimi radami narodowymi (GRN) jako organami władzy najniższego stopnia na wsi, funkcjonowały od reformy reorganizującej administrację wiejską przeprowadzonej jesienią 1954 do momentu ich zniesienia z dniem 1 stycznia 1973, tym samym wypierając organizację gminną w latach 1954–1972.
Gromadę Połaniec z siedzibą GRN w Połańcu (wówczas wsi) utworzono – jako jedną z 8759 gromad na obszarze Polski – w powiecie sandomierskim w woj. kieleckim, na mocy uchwały nr 13j/54 WRN w Kielcach z dnia 29 września 1954. W skład jednostki weszły obszary dotychczasowych gromad Łęg, Winnica, Brzozowa, Połaniec, Kamieniec i Zrębin ze zniesionej gminy Połaniec w tymże powiecie.
Dwa dni później, 1 października 1954, gromada weszła w skład nowo utworzonego powiatu staszowskiego w tymże województwie, gdzie ustalono dla niej 27 członków gromadzkiej rady narodowej.
1 stycznia 1969 do gromady Połaniec przyłączono wsie Luszyca, Pióry i Okrągła ze zniesionej gromady Strużki, wieś Rudniki ze zniesionej gromady Niedziałki oraz wieś Zawada z (nie zniesionej) gromady Tursko Wielkie w tymże powiecie.
Gromada przetrwała do końca 1972 roku, czyli do kolejnej reformy gminnej. 1 stycznia 1973 (tym razem w powiecie staszowskim) reaktywowano gminę Połaniec.